# Joaquim Armengol Vidal
Joaquim Armengol Vidal (Vila-real, 10 de gener de 1811 - València, 6 d'abril de 1873) fou un sacerdot i organista.
Exerceix el càrrec de capellà i organista de l'església Arxiprestal Sant Jaume de Vila-real fins al 19 de maig de 1845. El 15 d'abril d'aquest mateix any s'obria una vacant de baixó agregada a la capella de la Seu de València, la qual va guanyar el dia 8 de maig. També va ser director de, cor de la capella d'aquesta catedral.

Composicions de Joaquim Armengol Vidal
- Salmodia para misas
- Gozos a Nuestra Señora de Gracia